# Austin Montego
De Austin Montego was een automodel van de Britse fabrikant Austin Rover. De Montego werd van begin 1984 tot eind 1994 geproduceerd. 
De Montego was gebaseerd op het platform van de eind 1982 geïntroduceerde Austin Maestro en was beschikbaar als vierdeurs sedan en als vijfdeurs stationwagen (Estate). Het meest opvallende kenmerk van de sedan was het met de achterruit verbonden derde zijraam. De Estate kon ook als een zevenzitter worden besteld en werd later verkocht onder de naam Rover Estate. Na verschillende wijzigingen werd de productie (net als die van de Maestro) eind 1994 stopgezet.

## Geschiedenis
In 1973 was British Leyland bijna failliet. Naast de oliecrisis was dit te wijten aan een modellenprogramma dat niet voldeed aan de smaak van continentaal Europa en een imagoprobleem. Het bedrijf werd in 1975 gered door nationalisering.
Een jaar later begon de dringend noodzakelijke ontwikkeling van een nieuw modellenprogramma, aanvankelijk onder de codenaam LC10. Om kosten te besparen was het doel om een platform te ontwikkelen voor zowel de compacte klasse als de middenklasse. Daarom was het project verdeeld in twee deelprojecten: LM10 werd de basis voor de nieuwe Austin Maestro, LM11 ontwikkelde zich tot de Montego. De modellen Austin Maxi (1969), Morris Marina (1971) en Austin Allegro (1973) moesten daarmee worden vervangen. De belangrijkste concurrenten waren de Ford-modellen Escort en Cortina. Uiteindelijk was de Montego de opvolger van de Austin Maxi en de Morris Marina-opvolger Morris Ital.
Een jaar na de introductie van de Maestro werd de Montego in het voorjaar van 1984 in Zuid-Frankrijk gepresenteerd. Ongeveer 60 procent van de onderdelen was identiek aan die van de kleinere Maestro. In de herfst van 1984 verscheen de stationwagenvariant Montego Estate. Deze overtuigde met een grote en variabele laadruimte en werd het meest succesvolle model van de Montego-serie.

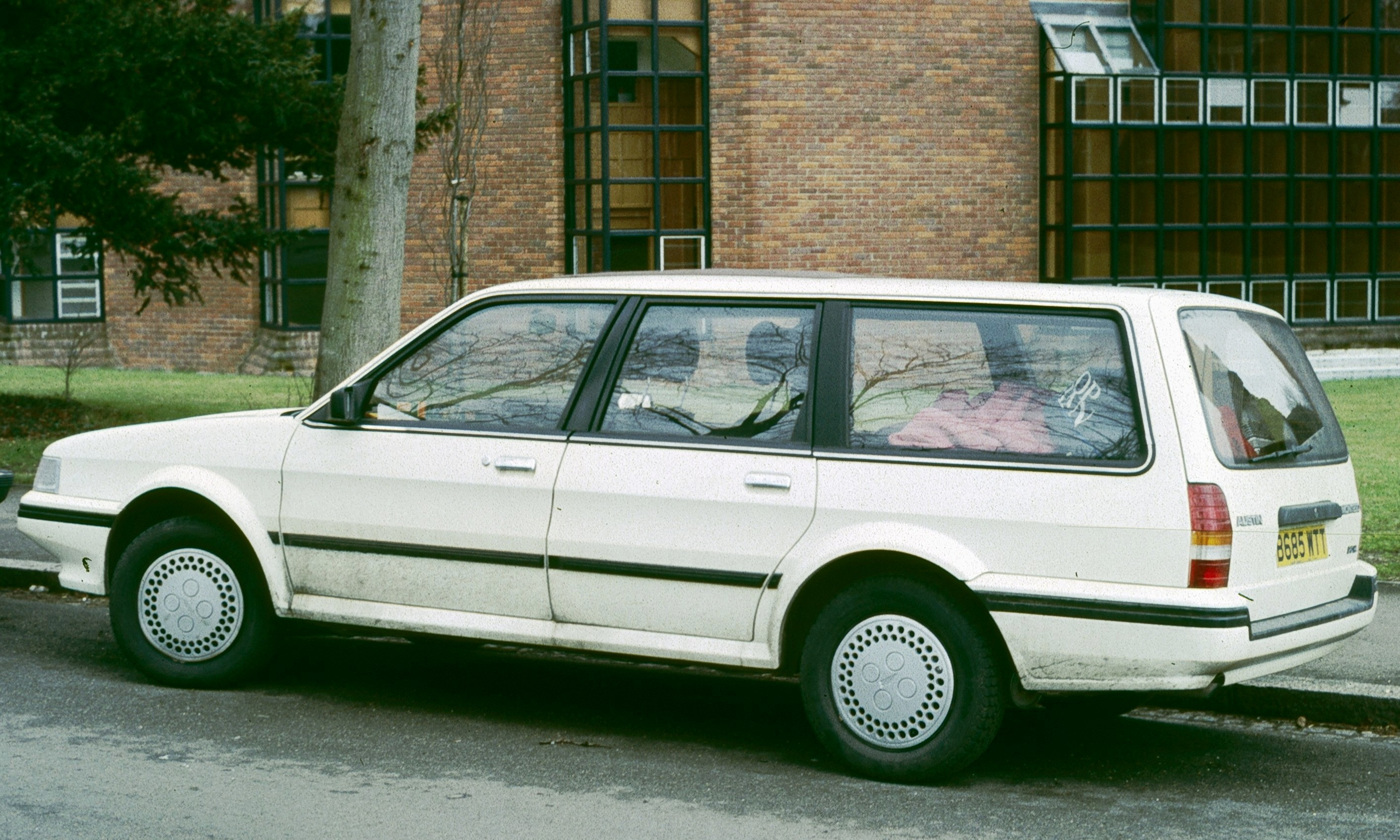
Austin Montego Estate (1984-1988)
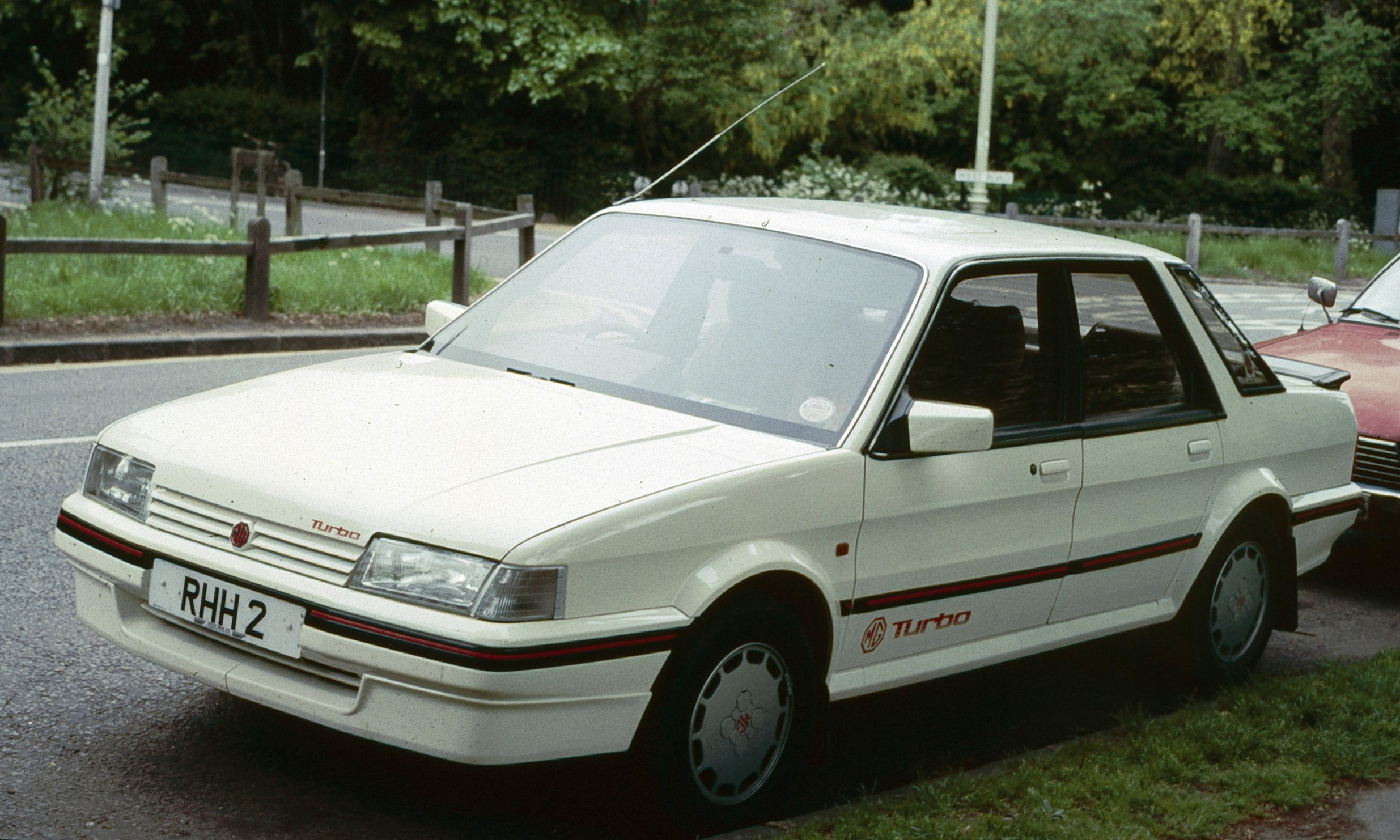
MG Montego Turbo (1985-1988)

### MG Montego

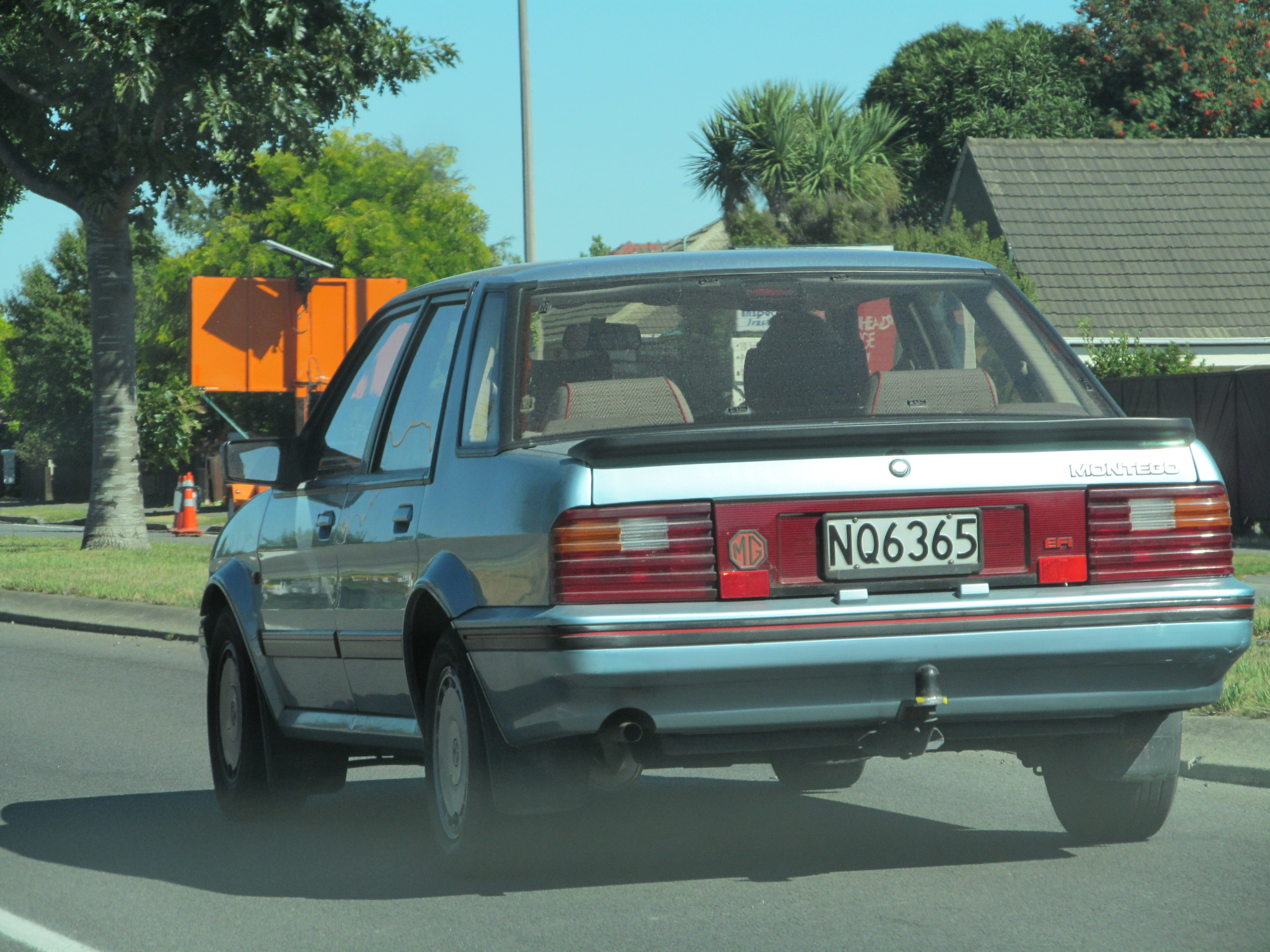
MG Montego EFi (1988)

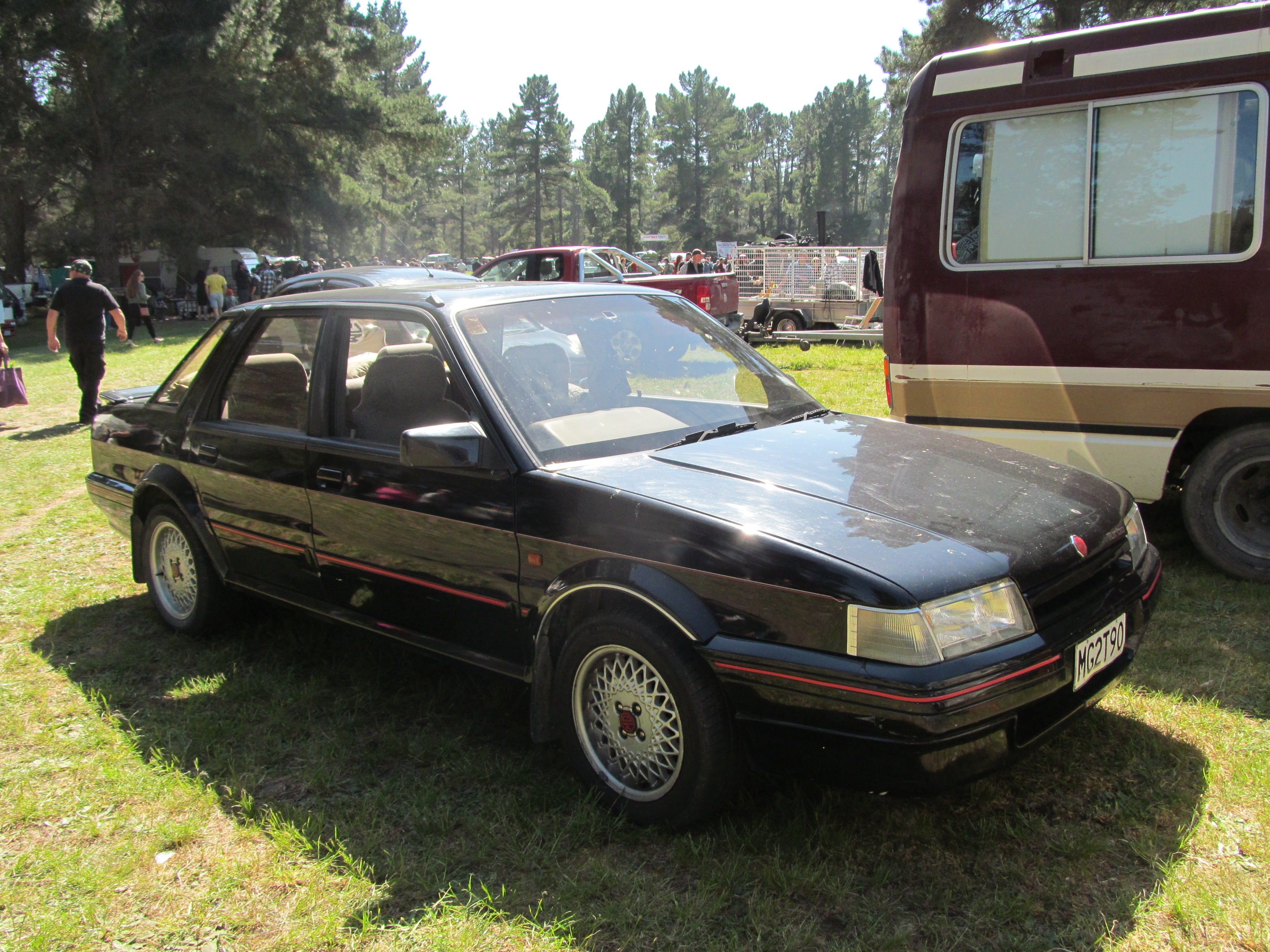
MG Montego Turbo (1990)

Van de Montego werd ook een MG-versie aangeboden met een 2.0 liter benzinemotor en elektronische injectie. Deze leverde 85 kW (115 pk) bij 5500 tpm, goed voor een topsnelheid van 185 km/u. De MG Montego EFi was uiterlijk herkenbaar aan de standaard voor- en achterspoilers. Binnenin waren ze uitgerust met rode veiligheidsgordels en vloerbedekking. Centrale deurvergrendeling, elektrische ramen voor en een cassette-radio met vier luidsprekers maakten ook deel uit van de standaarduitrusting. Het meest controversiële deel van de uitrusting was het dashboard met digitale displays en de pratende boordcomputer. Omdat veel kopers hierdoor werden afgeschrikt, werd eind 1984 een conventioneel dashboard gemonteerd. Tegenwoordig zijn auto's met de originele uitrusting een gewilde zeldzaamheid.
In het voorjaar van 1985 verscheen met de Montego Turbo een krachtigere MG-versie, die was uitgerust met een Garret T3-turbolader en 112 kW (152 pk) leverde. Zo bereikte de auto een topsnelheid van meer dan 200 km/u en accelereerde hij in minder dan 8 seconden van 0 naar 100 km/u.

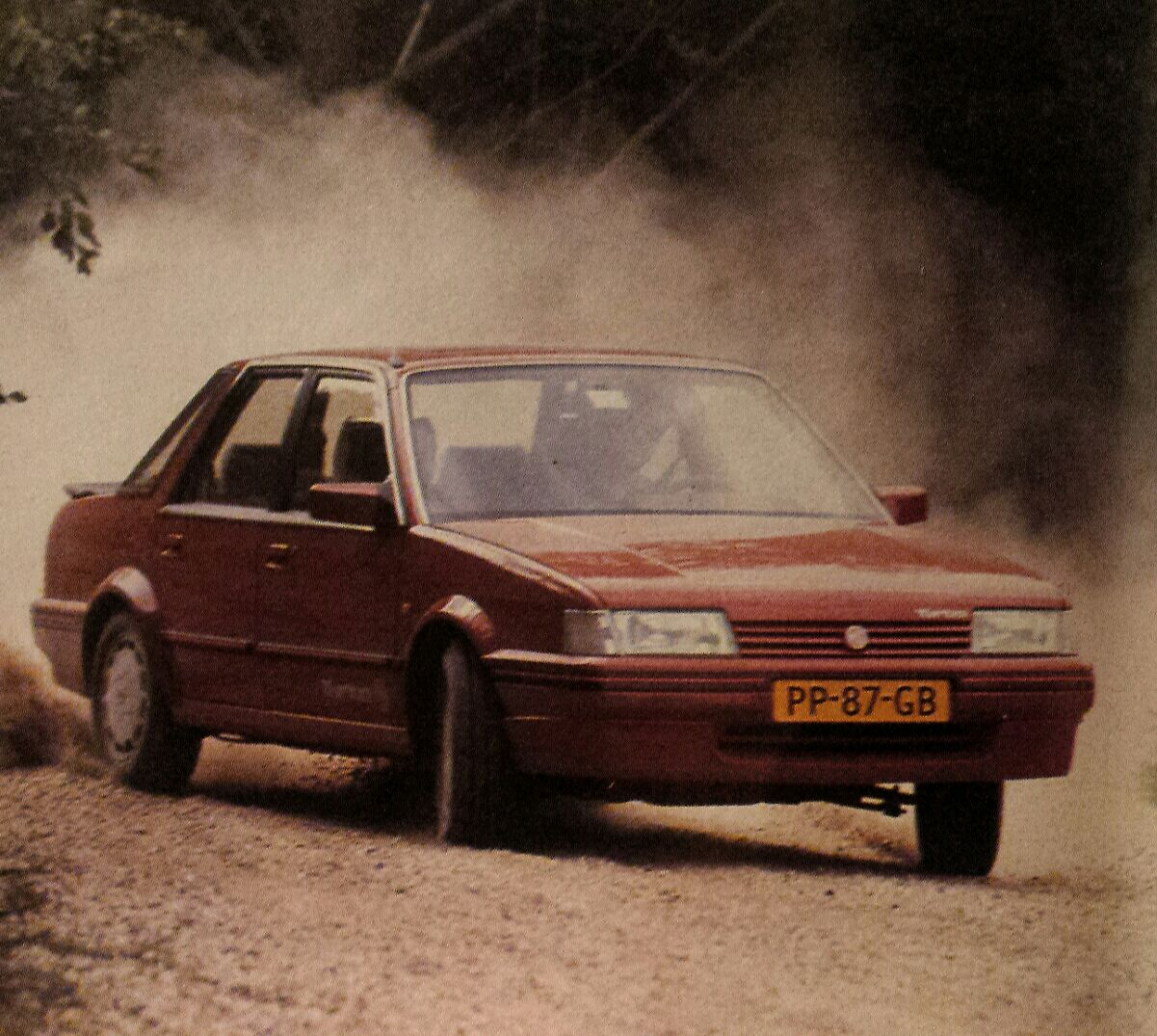
MG Montego Turbo

### Modelwijzigingen
In de herfst van 1988 kreeg de Montego zijn enige grote facelift. In het interieur werd het dashboard opnieuw ontworpen, uiterlijk kreeg de herziene Montego de grille van de grotere Rover 800, nieuw ontworpen achterlichten en gewijzigde wieldoppen. De Estate werd nu ook aangeboden als zevenzitter.
Gelijktijdig met de herziening werd de Montego ook leverbaar met een dieselmotor. Het was een 2,0 liter turbodiesel die 60 kW (82 pk) leverde.

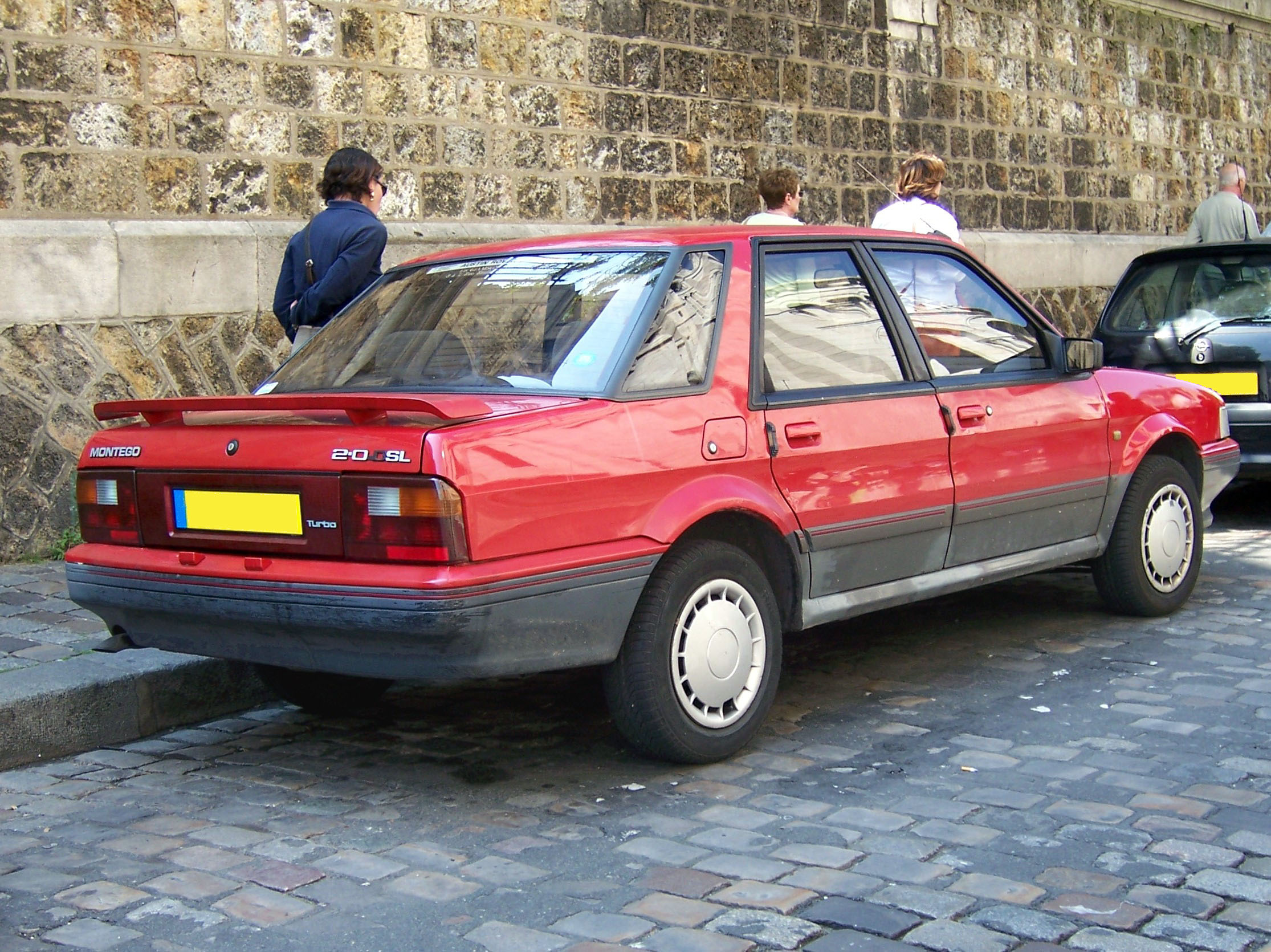
Montego (1988-1994)
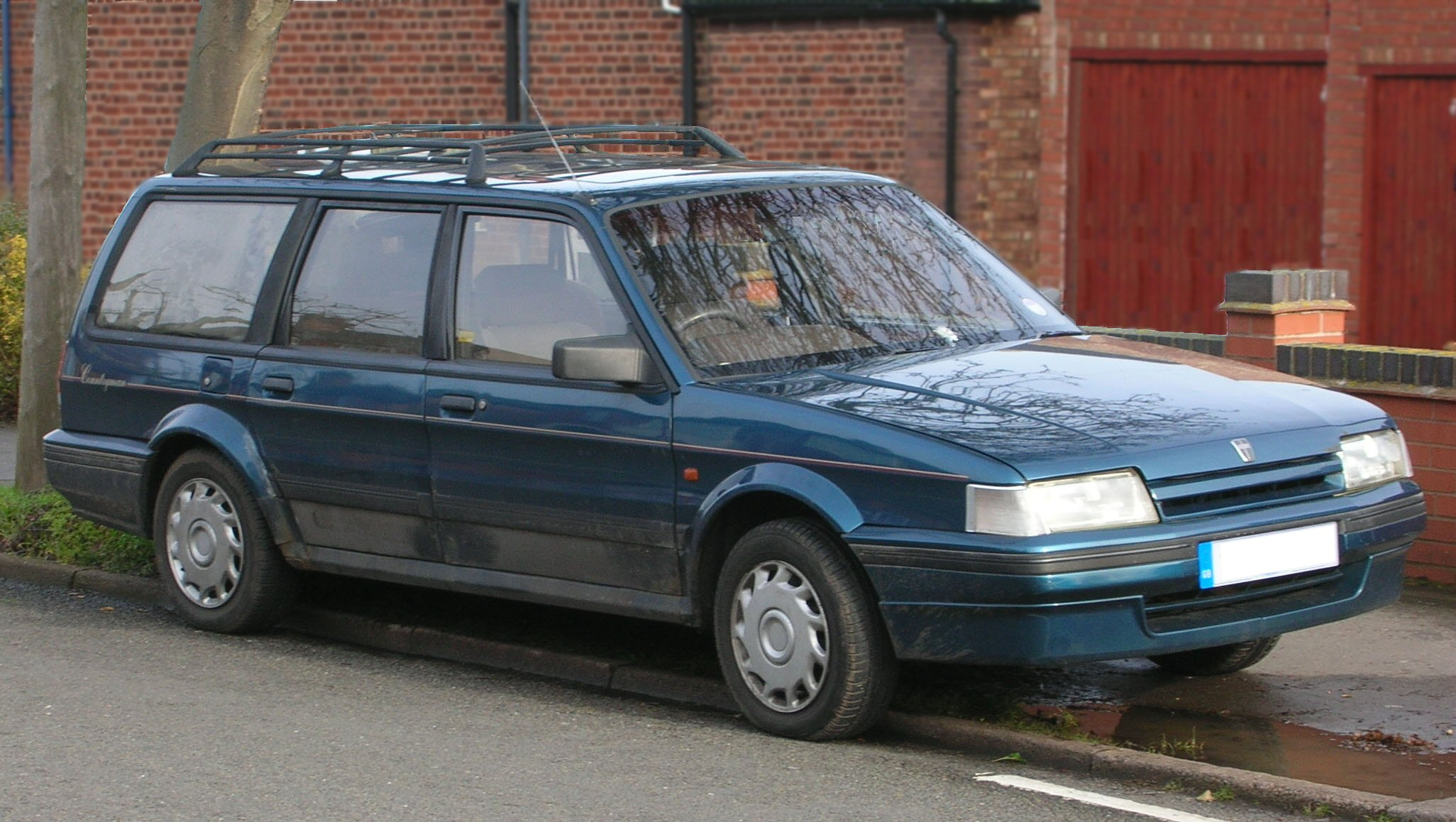
Rover Estate (1993)

Eind jaren tachtig verviel de merknaam Austin en werden de auto's voorzien van een aangepast Rover-logo, de naam "Rover" was echter niet zichtbaar op de auto. Begin jaren negentig was het in Nederland, met uitzondering van de Mini, de enige auto die door Rover werd verkocht maar niet zo heette. De Montego Estate bleef alleen in het Nederlandse Rover-programma om aan de vraag naar combi's te kunnen voldoen en de direct ingespoten turbodieselmotor was op dat moment nog het enige echt moderne aan de auto. Later werd de naam nog wel gewijzigd in Rover Estate.
Eind 1994 werd de productie stopgezet. In totaal werden 571.460 exemplaren geproduceerd waarvan er 436.000 in Groot-Brittannië werden verkocht. Na het einde van de productie in Groot-Brittannië produceerde de Indiase autofabrikant Sipani in 1995 en 1996 ongeveer 300 exemplaren van de Montego uit CKD-kits.